# Mussol canyella
El mussol canyella (Aegolius harrisii) és una espècie d'ocell de la família dels estrígids (Strigidae). Habita boscos d'Amèrica del Sud, localment a Colòmbia, Veneçuela, l'Equador, el Perú, Bolívia, el Paraguai, sud-est del Brasil, Uruguai i nord de l'Argentina. El seu estat de conservació es considera de risc mínim.